# NGC 3450
NGC 3450 је спирална галаксија у сазвежђу Хидра која се налази на NGC листи објеката дубоког неба.
Деклинација објекта је - 20° 50' 56" а ректасцензија 10h 48m 3,5s. Привидна величина (магнитуда) објекта NGC 3450 износи 11,9 а фотографска магнитуда 12,7. NGC 3450 је још познат и под ознакама ESO 569-6, MCG -3-28-4, UGCA 218, IRAS 10456-2034, KARA 467, PGC 32270.